# Paraúna
Paraúna este un oraș în Goiás (GO), Brazilia.